# Čong Te-se
Čong Te-se (anglicky: Jong Tae-se, korejsky: 정대세 鄭大世; * 2. března 1984, Nagoja, Aiči, Japonsko) je bývalý severokorejský fotbalový útočník.
Je jedním z mála Severokorejců, kteří hráli v Evropě (VfL Bochum, 1. FC Köln). Dále hrál třeba v Japonsku.
33× nastoupil za reprezentaci. Hrál na Mistrovství světa ve fotbale 2010.